# Passa-e-Fica
Passa e Fica is een gemeente in de Braziliaanse deelstaat Rio Grande do Norte. De gemeente telt 10.954 inwoners (schatting 2009).